# Condado de Gilmer (Georgia)
El condado de Gilmer (en inglés: Gilmer County) es un condado en el estado estadounidense de Georgia. En el censo de 2000 el condado tenía una población de 23 456 habitantes. La sede de condado es Ellijay. El condado fue fundado el 3 de diciembre de 1832.

## Geografía
Según la Oficina del Censo, el condado tiene un área total de 1118 km² (432 sq mi), de la cual 1105 km² (427 sq mi) es tierra y 13 km² (5 sq mi) (1,19%) es agua.

### Condados adyacentes
- Condado de Fannin (norte)
- Condado de Dawson (sureste)
- Condado de Pickens (sur)
- Condado de Gordon (suroeste)
- Condado de Murray (oeste)

## Autopistas importantes
- U.S. Route 76
- Ruta Estatal de Georgia 2
- Ruta Estatal de Georgia 5
- Ruta Estatal de Georgia 52
- Ruta Estatal de Georgia 136
- Ruta Estatal de Georgia 282
- Ruta Estatal de Georgia 382
- Ruta Estatal de Georgia 515

## Demografía
En el  censo de 2000, hubo 23 456 personas, 9071 hogares y 6694 familias residiendo en el condado. La densidad poblacional era de 55 personas por milla cuadrada (21/km²). En el 2000 había 11 924 unidades unifamiliares en una densidad de 28 por milla cuadrada (11/km²). La demografía del condado era de 93,63% blancos, 0,27% afroamericanos, 0,46% amerindios, 0,23% asiáticos, 0,26% isleños del Pacífico, 3,76% de otras razas y 1,39% de dos o más razas. 7,74% de la población era de origen hispano o latino de cualquier raza. 
La renta promedio para un hogar del condado era de $75 140 y el ingreso promedio para una familia era de $98 863. En 2000 los hombres tenían un ingreso medio de $49 198 versus $41 070 para las mujeres. La renta per cápita para el condado era de $17 147 y el 12,50% de la población estaba bajo el umbral de pobreza nacional.

## Ciudades y pueblos
- East Ellijay
- Ellijay